# Denkverbot

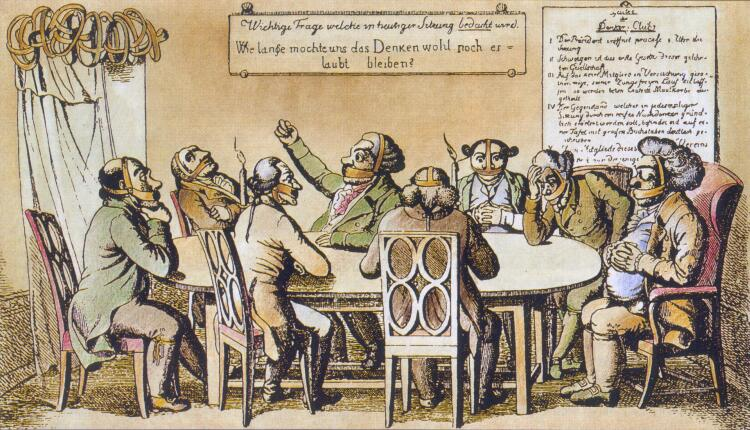
„Wichtige Frage welche in heutiger Sitzung bedacht wird. Wie lange möchte uns das Denken noch erlaubt bleiben?“ („Der Denker-Club“ – Karikatur von 1819 über die Auswirkungen der Karlsbader Beschlüsse)

Mit dem Begriff Denkverbot wird die Unterdrückung von Meinungen oder deren Äußerung bezeichnet, sofern diese von gängigen Interpretationen oder Dogmen abweichen.

## Geschichte
Im Verlauf des 13. Jahrhunderts trat die Philosophie immer deutlicher in Konkurrenz zur Theologie, und Aristoteles gehörte fest zu dem universitären Lehrplan. Doch gab es auch viele Kritiker Aristoteles’ und seiner späteren Interpreten, welche Vieles aus deren Lehren nicht mit dem christlichen Glauben vereinbar hielten. Unter den Kritikern befanden sich Ordensgeistliche wie der Franziskaner Bonaventura, der Dominikaner Thomas von Aquin und der Augustinereremit Ägidius Romanus, die bald ebenfalls kritisiert wurden. Im Jahr 1277 sprach der Pariser Bischof im Auftrag des Papstes das Verbot zahlreicher Thesen aus, die angeblich in der Pariser Universität gelehrt wurden. Zwei Jahre später dann kursierten Verteidigungsschriften, die erste war die des Thomas von Aquin. Die Philosophie wäre demnach wichtiger als die Theologie, die sich auf Fabeln stütze und keinen Erkenntnisgewinn bringe. Andere Universitäten folgten dem Beispiel nur partiell, so übernahm Oxford lediglich eine kleine Zahl der in Paris ausgesprochenen Verbote.

## Verwendung
Sigmund Freud sprach sich gegen Denkverbote der Religion aus, welches sie „im Sinne ihrer Selbsterhaltung ausgehen lässt“. Diese würden eine „Denkhemmung“ mit sich ziehen. Nur das Primat der Vernunft könne eine „Diktatur im menschlichen Seelenleben“ vermeiden. Denkverbote führten für den einzelnen zu neurotisierenden Einflüssen, aber im weiteren Kontext zu einer Einschränkung der Freiheit des Denkens, was eine Gefahr für die Gesellschaft sei:

„Aber der gemeinsame Zwang einer solchen Herrschaft der Vernunft wird sich als das stärkste einigende Band unter den Menschen erweisen und weitere Einigungen anbahnen. Was sich, wie das Denkverbot der Religion, einer solchen Entwicklung widersetzt, ist eine Gefahr für die Zukunft der Menschheit.“

Freud hatte 1908 zur Illustration seiner Theorie von der „Vorbildlichkeit des Sexuallebens“ einen biologischen Kern der „unzweifelhaften Tatsache der intellektuellen Inferiorität so vieler Frauen“ verneint und diese auf das für Frauen erziehungsbedingt stärkere sexuelle Denkverbot zurückgeführt und jenes obendrein mit dem „religiösen Denkverbot“ und dem „loyalen Denkverbot des braven Untertans“ in Parallele gesetzt. Der Volkskundler Martin Scharfe sprach in Anlehnung an Freud von Denkverboten in Wissenschaften, die er als „affektive Ablehnung“ gegenüber „bestimmten Wissenschaftsinstitutionen, -perspektiven und -lager“ bezeichnet. Er bemerkte: „Wir haben Tabus in verschiedener Hinsicht errichtet, wir unterwerfen uns, wenn wir Wissenschaft betreiben paradoxerweise einem denkkollektiven Widerstandsaviso“ und stellte das Vertrauen in die Unfehlbarkeit und Rationalität nicht nur in den Kulturwissenschaften in Frage.
Der Kultursoziologe Detlef Grieswelle kritisierte, dass die politische Korrektheit darauf abziele, „was man öffentlich sagen, was man tun muss bzw. was man öffentlich nicht sagen, nicht tun darf, wenn man nicht moralisch verurteilt werden will.“ Der Meinungsdruck reiche „von bestimmten Worttabus […] bis hin zu ideologischer Korrektheit und weltanschaulichen Denkverboten“. Die Journalistin Gesa von Leesen machte in der Zeitung Das Parlament Denkverbote in allen politischen Lagern aus: „Denkverbote, die sich über Sprache ausdrücken“ existierten „in jeder festen Weltsicht“. Ebenso führe die Weigerung „Kant zu folgen“ zu Denkverboten. Der Psychologe Ewald Krainz nannte Denkverbote eine der „unangenehmen Eigenarten der Hierarchie“, die von oben nach unten durchgesetzt werden. Sie äußern sich „weniger streng gesagt durch eine ‚eingeschränkte Denkzuständigkeit‘, die sich in allen möglichen Tabuisierungen und Sprechverboten“ ausdrücken würde. Erklären würde dies die oftmals „beobachteten Hemmungen“, die sich aber später in „Turbulenzen“ äußern könne.
Laut Norbert F. Schneider handele es sich bei einem „Denkverbot“ um ein Verbot, das oft nur zu dem Zweck konstruiert wird, um anschließend für seine Beseitigung kämpfen zu können. Ein „Denkverbot“ wird häufig dann erfunden, wenn im Rahmen eines als fortschrittlich und befreiend dargestellten Tabubruchs dagegen verstoßen werden soll. Laut Wolfgang Benz postulierten rechtskonservative Kreise eine Bedrohung der Meinungsfreiheit durch „Denkverbote“. Dabei seien sie der Ansicht, dass Gesinnungsdruck insbesondere von der sogenannten „politischen Korrektheit“ ausgehe, die nach ihrer Auffassung von feindlichen Kräften (vor allem „den Linken“) bedient werde.